# Юбал
Юба́л (чув. Юпал) — река в России, протекает в Чувашской Республике. Устье реки находится в 62 км от устья Кири по правому берегу. Длина реки составляет 13 км, площадь водосборного бассейна — 102 км². В 3,9 км от устья принимает справа реку Кукаваш.

## Данные водного реестра
По данным государственного водного реестра России относится к Верхневолжскому бассейновому округу, водохозяйственный участок реки — Сура от устья реки Алатырь и до устья, речной подбассейн реки — Сура. Речной бассейн реки — (Верхняя) Волга до Куйбышевского водохранилища (без бассейна Оки).
Код объекта в государственном водном реестре — 08010500412110000039005.